# بيتر شتروك
بيتر شتروك (بالألمانية: Peter Struck) (24 كانون الثاني 1943 – 19 كانون الأول 2012) كان وزير الدفاع الألماني تحت قيادة المستشار غيرهارد شرودر من 22 تشرين الأول 2002 حتى عام 2005. شتروك كان عضوا في الحزب الديمقراطي الاجتماعي.

## روابط خارجية
- بيتر شتروك على موقع مونزينجر (الألمانية)
- بيتر شتروك على موقع إن إن دي بي (الإنجليزية)

1. ↑   https://web.archive.org/web/20160305025601/http://www.pfeiferauchen.de/specials/pfeifenraucher-des-jahres/. مؤرشف من الأصل في 2016-03-05. اطلع عليه بتاريخ 2019-04-28. {{استشهاد ويب}}: |archive-url= بحاجة لعنوان (مساعدة) والوسيط |title= غير موجود أو فارغ (من ويكي بيانات) (مساعدة)

- السيرة الذاتية في Bundestag.de